# 1-propanamina
La 1-propanamina o n-propilamina es una amina primaria con fórmula molecular C3H9N.

## Síntesis

### 1) A partir de namida o propanonitrilo
La reducción de propanamida o propanonitrilo con HLi e AlH3 produce 1-propanamina.

### 2) A partir de butilamida
Como producto de la reacción de la butanamida con bromo en medio acuoso fuertemente alcalino se obtiene 1-propanamina y dióxido de carbono.

### 3) A partir de propanal
El propanal al con el amoníaco produce 1-propilimina. Al ser tratada posteriormente con un reductor como H2/Ni0 o HNa se sintetiza la 1-propanamina.

### 4) A partir de halogenuros de n-propilo
La 1-propanamina puede ser preparada a partir de halogenuros de n-propilo (P.Ej.: 1-cloropropano o 1-bromopropano) utilizando ftalimida de potasio con N,N-Dimetilformamida (DMF) como solvente y posterior hidrólisis alcalina.